# EC Internacional de Lages
Az Esporte Clube Internacional de Lages, röviden Internacional (SC) vagy Inter de Lages, egy brazil labdarúgócsapat, melyet 1949-ben Lagesben alapítottak. Santa Catarina állami bajnokságának és az országos negyedosztály küzdelmeinek részt vevője.

## Sikerlista

### Állami
- 1-szeres Catarinense bajnok: 1965
- 3-szoros Série B bajnok: 1990, 2000, 2014
- 1-szeres Série C: 2013

## Játékoskeret
2015-től
| # |     | Poszt | Név               |
| - | --- | ----- | ----------------- |
|   | BRA | K     | Fernando Henrique |
|   | BRA | K     | Renan             |
|   | BRA | K     | Eduardo           |
|   | BRA | V     | Canavarros        |
|   | BRA | V     | Jefinho           |
|   | BRA | V     | Juninho           |
|   | BRA | V     | Lázaro            |
|   | BRA | V     | Cleylton          |
|   | BRA | V     | Alexandre         |
|   | BRA | V     | Hebert            |
|   | BRA | V     | Américo           |
|   | BRA | V     | Erwin             |
|   | BRA | V     | Vitor Hugo        |
|   | BRA | V     | Júnior Fell       |
|   | BRA | KP    | Bruno             |
|   | BRA | KP    | Michel Schmöller  |

| # |     | Poszt | Név                |
| - | --- | ----- | ------------------ |
|   | BRA | KP    | Diogo              |
|   | BRA | KP    | Parrudo            |
|   | BRA | KP    | Maycon Canário     |
|   | BRA | KP    | Marcelinho Paraíba |
|   | BRA | KP    | Guilherme          |
|   | BRA | KP    | Lucas Gabriel      |
|   | BRA | KP    | Mateus Arence      |
|   | BRA | KP    | Calyson            |
|   | BRA | KP    | Willian Sotto      |
|   | BRA | CS    | Reinaldo           |
|   | BRA | CS    | Rafhinha           |
|   | BRA | CS    | Valdo Bacabal      |
|   | BRA | CS    | Teco               |
|   | BRA | CS    | Gustavo            |
|   | BRA | CS    | Chico              |
|   | BRA | CS    | Antônio            |